# Панчаревско езеро
Вижте пояснителната страница за други значения на Панчарево.
Панчаревското езеро, или езеро Панчарево, е язовир в горното течение на река Искър, на територията на Столична община. Красивата природа и близостта му до София го правят любимо място за излети и почивка на софиянци.

## Местоположение
Намира се на разстояние 14-16 km югоизточно от центъра на София в посока Самоков и Боровец, на 2 km от Околовръстния път, по протежение на ул. „Самоковско шосе“. Разположено е в самия край на живописния Панчаревски пролом, между Витоша и Лозенската планина, при вливането на река Бистрица в Искър. Местността съчетава в себе си неповторимия ландшафт на водната площ и средновисоката планина. На западния му бряг е разположено курортното село Панчарево и Панчаревските минерални извори, до него опират също селата Кокаляне (югозападно) и Герман (североизточно). Източният му бряг е зает от дъбови и борови гори, а склоновете се спускат стръмно към водата, на места завършвайки със сипеи.

## Статут
Панчаревското езеро е публична държавна собственост. То е водохранилище от Искърската каскада за условно чиста вода, задоволяващо промишлените, благоустройствени, хигиенни и рекреационни нужди на София и на други селища от софийската агломерация. Язовирната стена, изпускателните съоръжения, челният преливник и изравнителят, заедно с водовземните кули, промишлените водопроводи и напоителния канал, се стопанисват от „Напоителни системи“ към Министерството на земеделието и храните. Министерството на околната среда и водите отговаря за водата в езерото, а Столичната община се грижи за прилежащите територии. Министерството на младежта и спорта от своя страна има отношение към собствеността върху спортната инфраструктура.
Като част от второто ниво на каскада „Искър“ езерото осъществява дневното изравняване на преминалите през яз. „Пасарел“ и ВЕЦ Кокаляне водни количества, като извършва и минимално регулиране на оттока на реките Планщица, Ведена и Витошка Бистрица преди навлизането на река Искър в Софийското поле. След 1964 г. е обявено и активно се използва като обект за рекреация.

## История
В миналото река Искър била далеч по-пълноводна и често измествала коритото си, като образувала множество естествени въртопи и вирове, между които се редували малки ниви, ливади и зеленчукови градини. Някои по-възрастни панчаревци и до днес помнят колко много хора от цялата страна идвали в почивните дни около Искъра, дори с автобуси, между старата централа и минералната баня (днес езерото), като прекарвали на това място горещините, къпейки се в бистрите му води.
Главна заслуга за построяването на езерото в Панчарево има инж. Иван Иванов, кмет на София в периода 1934 – 1944 г., на когото се дължат много ключови за оформянето на европейския облик на столицата градоустройствени дейности. По негова идея е създаден Рилският водопровод и започва благоустрояването на парк Витоша. Езерото е създадено по изкуствен път чрез изграждане на бент. При завиряването му в периода 1954 − 1957 г. минералните води в поречието на реката са съхранени и изведени на брега, където се използват и до днес в сградата на банята, чешмите до нея и открития минерален басейн. При оформяне и социализиране на бреговата ивица са създадени няколко атрактивни мостика, използвани във връзка с поддръжката и експлоатацията на находищата на минерална вода, както и за разходка и акостиране на малки плавателни съдове.
От стената на Панчаревското езеро е започвало трасето на проектирания през 1950-те години на 20 век, но изоставен впоследствие, плавателен и отчасти отводнителен канал на София, известен още като Софийското море – определение, което по-късно става нарицателно за самото езеро.
През следващите години водите му се използват основно за водни спортове, промишлено водоснабдяване и напояване. През 1966 г. е построена първата гребна база в района, а две години по-късно – Националната гребна база, която по това време е най-модерната в страната, с капацитет за провеждане на олимпийски състезания. По същото време са изградени трибуните и кулата за наблюдение и започва разширяването на съществуващата обиколна алея с цел изграждане на път за заснемане на състезанията и осигуряване на пряка видимост към състезателното трасе с дължина 2100 m. През 1977 г. езерото до София е домакин на световното първенство по кану-каяк, а през 1981 г. – на световното първенство за младежи във водните спортове.
През 1980-те години като атракцион се е движило малкото дървено корабче „Созопол“ – просторно и предлагащо възможност за разходка на групи до 15 – 20 души. През 1987 – 1988 г. уникално по рода си за България и второ в Европа вариете в ресторант „Лебед“ с плаваща във водите на езерото сцена на понтони представя звездите на българската естрада, както и много фолклорни състави от района. Интерес представлява и хотел-ресторант с форма на кораб, разположен в сградата на софийския ветроходен и морски клуб през 1990-те години.

## Отдих и спорт
Около Панчаревското езеро през годините са създадени няколко залесени парка, изградени са спортни бази, ведомствени почивни домове и няколко уютни заведения за обществено хранене. Районът постепенно придобива характера на благоустроена зона за отдих, която днес се използва основно за водни спортове (академично гребане, ветроходство), излети с лодки и водни колела, риболов и балнеолечение. Има плажна ивица с дължина 1300 m и водоем за платен риболов.
Национална гребна база „Средец“ и гребната база на спортен клуб „Академик“ са специализирани за провеждане на тренировки и състезания в гребните дисциплини. Има проект за изграждане на велоалея по протежение на бул. Самоковско шосе и обиколния път на езерото от страната на Лозенската планина. От южния му край започва защитената зона „Плана“ от екологична система „Натура 2000“.

## Маршрути
Екопътека „Панчаревско езеро“ (известна още като Панорамна пътека) е един от най-старите и популярни туристически маршрути в района. Разположена е в западните склонове на Лозенска планина, непосредствено над източния стръмен бряг на езерото, и има дължина 4 km. Започва при язовирната стена над с. Герман и завършва при ВЕЦ Кокаляне. От по-високите и части се разкриват красиви гледки към цялата водна площ, Витоша, Плана планина и селата Панчарево и Кокаляне. Използва се често от любители на планинското колоездене.
Друго атрактивно трасе в района е обиколният път на езерото от източната му страна, между Герман и Кокаляне, който, независимо че е проходим и за коли, е подходящ основно за разходки и излети, особено в горещите летни дни, както и за велосипедисти.
На 5 km от Панчаревското езеро, в подножието на Витоша, по протежение на главния му приток р. Бистрица, е разположено курортното село Бистрица. Пътят дотам се отклонява от Самоковско шосе при гребната база и минава през стария център на Панчарево и вилна зона „Беликата“.
Могат да се използват и множеството планински пътеки в района, по които да се продължи към крепостта Урвич или близките манастири.

## Транспорт
Панчаревското езеро е достъпно чрез редовни автобусни линии на градския транспорт с № 1 и 3 от кв. „Гео Милев“, бул. „Цариградско шосе“ и № 4 от ж.к. „Младост“ и кв. „Горубляне“, както и по алея от парк-комплекс „Камбаните“. При използване на автомобил до езерото може да се достигне и по Панорамния път, който започва още от Княжево и минава след това през Бояна, Драгалевци, Симеоново и Бистрица. Има път и през с. Герман, който извежда до източния край на стената и гребна база „Академик“.

## Фауна и флора
В Панчаревското езеро се въдят различни видове риба: бяла риба, бабушка, костур, сом, каракуда, слънчева риба, щука, сивен, лин, уклей, червеноперка, шаран, речен кефал и др. В последните години интересен декор на спокойните му води са били някои редки видове водолюбиви птици, включително и лебеди. Езерото е традиционен дом на щъркели, дори гларуси.

## Екология
Като основен екологичен проблем за Панчаревското езеро може да се отчете замърсяването на бреговете му с твърди битови отпадъци и косвеното заустване чрез притоците му на отпадни води от околните селища, които все още нямат изградена канализация и голяма част от тези води стигат до езерото. Изкуственото зарибяване с неподходящи видове, натрупването на наноси и притокът на отпадни води, променящ повърхностните води в химическо и топлинно отношение, изменят екологичната обстановка на водоема.
Това води до заблатяване, разрастване на подводната растителност и намаляване на полезния обем на водната площ, което се наблюдава напоследък. Спирането на водата по част от каскадата, поради сведеното до минимум през последните години производство на електроенергия от централите „Пасарел“ и „Кокаляне“, допълнително подпомага тези процеси. Според експерти, ако скоро не се предприемат кардинални мерки, езерото може да се превърне в блато и дори да изчезне. Дъното му е почистено основно за последен път във връзка с провеждането на Световното първенство по кану-каяк през 1981 г., но до края на 90-те години е нарушена олимпийската дистанция, необходима за провеждането на международни състезания.
Разпределението на собствеността върху съоръжението между няколко ведомства в голяма степен затруднява експлоатацията и координацията по поддръжката му.

## Галерия
- Пясъчна коса при устието на р. Бистрица
- Изглед към езерото от м. Ловджийска чешма
- Мостик на брега на езерото
- Панчаревското езеро при вливането на р. Искър
- Панчаревското езеро през зимата